# Hauptstraße C48
Die Hauptstraße C48 (englisch Main Road C48) im Nordosten Namibias zweigt in Divindu von der Nationalstraße B8 ab und führt in südöstlicher Richtung parallel zum Okavango-Fluss über Bagani an die Grenze mit Botswana. Dort geht sie in die A35 über.